# Pseudoceratina droogeri
Pseudoceratina droogeri is een mosselkreeftjessoort uit de familie van de Bythocytheridae. De wetenschappelijke naam van de soort is voor het eerst geldig gepubliceerd in 1965 door Bold.